# Campylandra urotepala
Campylandra urotepala là một loài thực vật có hoa trong họ Măng tây. Loài này được (Hand.-Mazz.) M.N.Tamura, S.Yun Liang & Turland mô tả khoa học đầu tiên năm 2000.